# Omar Karami
Omar Abdul Hamid Karami (An Nouri, 7 september 1934 – Beiroet, 1 januari 2015) was een Libanees politicus. Hij was tweemaal premier van Libanon (1990–1992 en 2004–2005).

## Biografie
Karami werd geboren in de noordelijke stad An Nouri, niet ver van Tripoli, in wat destijds het Frans Mandaat Syrië was. Hij was de zoon van Abdul Hamid Karami en de broer van Rashid Karami, beiden politici. Hij vertegenwoordigde Tripoli in de Nationale Vergadering sinds 1991. Hij was een aanhanger van de aanwezigheid van Syrië in Libanon. 
Hij was voor de eerste keer premier van 24 december 1990 tot 13 mei 1992. Dit was het eerste kabinet na de Libanese Burgeroorlog (1975-1990); op 10 december 1990 hadden de strijdende milities na vijftien jaar Beiroet ontruimd. Met het aantreden van Karami kwam ook een einde aan een periode van twee jaar dat Libanon twee regeringen had.
In oktober 2004 werd Karami opnieuw premier. Hij volgde Rafik Hariri op, die in een crisis rond de presidentsverkiezingen aftrad. Syrië wilde een verlenging van het mandaat van president Emile Lahoud waardoor de spanningen in Beiroet hoog opliepen. 
Na de moord op Hariri, enkele maanden later, gaven demonstranten en westerse landen Syrië de schuld van de aanslag. De demonstranten eisten het vertrek van de pro-Syrische Karami alsmede een onderzoek naar de dood van Hariri en het vertrek van de Syrische troepen. Karami besloot op 28 februari om af te treden, maar werd door president Émile Lahoud gevraagd als demissionair premier aan te blijven.
Na een massale pro-Syrië-demonstratie op 9 maart, werd Karami de volgende dag opnieuw door Lahoud als premier aangewezen. Het lukte Karami echter niet een nieuwe regeringsploeg te smeden en daarom trad hij op 13 april alsnog af. Hij werd opgevolgd door Najib Mikati, die vervroegde verkiezingen organiseerde. Karami deed niet meer mee aan deze verkiezingen.
Op 1 januari 2015 overleed Karami op 80-jarige leeftijd.